# Konqueror
Konqueror (Конкърър) е файлов мениджър, браузър и програма за преглеждане на файлове. Konqueror работи под повечето „Юникс“ базирани машини с KDE графична среда с отворен код. Самият Konqueror е с отворен код и е безплатен. Той е файловият браузър по подразбиране в KDE графична среда. Едно от основните му предимства пред другите браузъри е, че той се интегрира с графичната среда KDE и това му позволява да използва специални компоненти, наречени kparts. С помощта на тези компоненти той може да зарежда файлове с различно съдържание – HTML документи, изображения, PDF документи, аудио и видео файлове и много други.

## khtml
За да визуализира уебстраниците, Konqueror използва енджина khtml. Той има пълна поддръжка на CSS 2 и поддържа някои елементи от CSS 3, като в това отношение превъзхожда почти всички други браузъри. Модифициран вариант на същия енджин – WebKit, се използва в браузъра Safari. Разработката на двата браузъра протича с непрекъснат обмен на нововъведения, което спомага за по-бързото развитие и на двата браузъра.

## Отличителни белези
- Табове (работа с повече от една страници наведнъж)
- Поддръжка на RSS протоколи
- Широки възможности за настройки на поведението, външния вид, клавишните комбинации и др.
- Поддръжка на JavaScript (включително отстраняване на грешки)
- Блокиране на изскачащи прозорци
- Възможност за добавяне на различни приставки с помощта на системата kparts
- Откриване на правописни грешки...

## KDE 4
В KDE 4 Konqueror не се използва като файлов браузър. Той е заменен от Dolphin. Konqueror също може да се ползва като файлов мениджър, но подразбиращ се е Dolphin. За разлика от Konqueror, Dolphin се фокусира върху управлението на файлове.